# Girasol ornamental

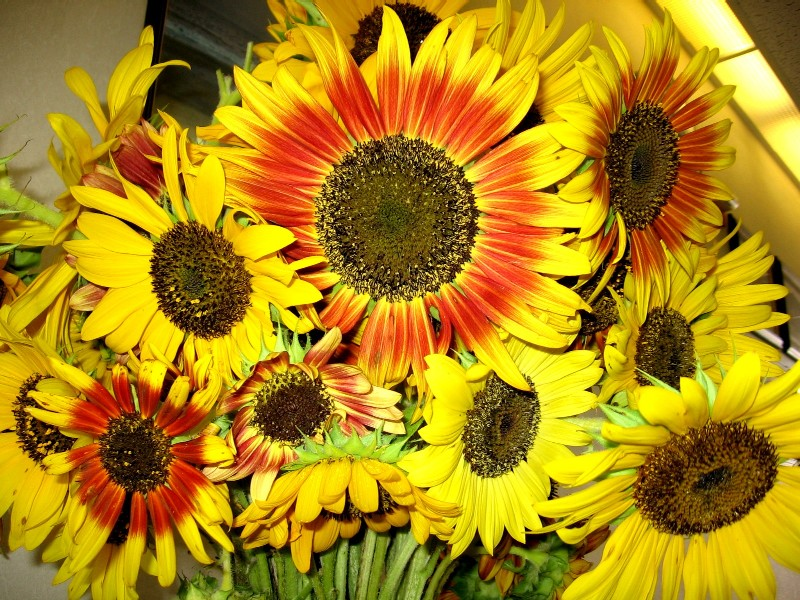
Un arreglo floral donde los distintos cultivares figuran prominentemente.

Girasol ornamental (muchas variedades se llaman “girasol rojo”) es el nombre común para designar a diversos cultivares de girasoles (Helianthus annuus L.) destinados a la ornamentación de parques y jardines o al mercado de la flor cortada. Algunos de estos girasoles son completamente rojos y varían de tonos hasta llegar al naranja. Estos girasoles no deben confundirse con Echinacea purpurea, que también recibe el mismo nombre en algunos lugares.

## Formas de cultivo
La forma más común de sembrar el girasol ornamental es por el sembrado directo, o sembrado de mano, en el cual se utiliza la Semilla y se siembra, en el terreno, previamente preparado, con las herramientas adecuadas. El girasol también puede ser sembrado en maceta, la cual dependiendo del tamaño puede variar desde una semilla, hasta las que se consideren adecuadas en dicho contenedor.

## Lista de girasoles híbridos y comunes
- Nota: Algunos de estos girasoles son completamente rojos o de tono rojizo; otros tan sólo es el centro rojizo, unos son multicolores, rojo oscuro y anaranjados rojizos.

A veces son sólo en forma de círculo alrededor de los pétalos, al empezar el pétalo o las puntas. Otros son bicolores y depende del terreno y demás medios donde se cultivan para que salgan en variados tonos rojos.
| Nombre del cultivar/Subespecie         | Nombre común                      | Nota                                                                                          |  |
| -------------------------------------- | --------------------------------- | --------------------------------------------------------------------------------------------- |  |
| Helianthus annuus                      | Girasol común/silvestre           |                                                                                               |  |
| Helianthus arizonensis                 | Girasol de arizona                | variable también                                                                              |  |
| Helianthus annuus Autumn Time          | Girasol "Tiempo de otoño"         | De amarillo a rojo naranja                                                                    |  |
| Helianthus annuus Bees Knees           |                                   |                                                                                               |  |
| Helianthus annuus Bicentenary          | Girasol "Bicentenario"            | Del principio a la mitad rojo y el resto amarillo                                             |  |
| Helianthus annuus Big Smile            | Girasol "Gran sonrisa"            |                                                                                               |  |
| Helianthus annuus cappucino            | Girasol "cappuchino"              | completamente café rojizo                                                                     |  |
| Helianthus annuus Chianti              | Girasol "Chianti"                 | Rojo oscuro                                                                                   |  |
| Helianthus annuus Claret               | Girasol claret                    | Rojo-anaranjado                                                                               |  |
| Helianthus annuus Colour Fashion       | Girasol "Moda colorida"           |                                                                                               |  |
| Helianthus annuus Double Dandy         | Girasol "Dandi doble"             | Rojo y amarillo                                                                               |  |
| Helianthus annuus Earthwalker          | Girasol "Caminante del mundo"     |                                                                                               |  |
| Helianthus annuus Evening Sun          | Girasol "Sol del atardecer"       |                                                                                               |  |
| Helianthus annuus Fiesta del Sol       | Girasol "Fiesta del Sol"          | Amarillo a veces con pétalos rojos                                                            |  |
| Helianthus anuus florenza              | Girasol florenza                  |                                                                                               |  |
| Helianthus annuus Floristan            | Girasol floristan                 |                                                                                               |  |
| Gaillardia aristata                    |                                   |                                                                                               |  |
| Gaillardia Arizona Sun                 |                                   |                                                                                               |  |
| Gaillardia pulchellia                  |                                   |                                                                                               |  |
| Helianthus annuus Giganteus            | Girasol gigantesco                | este girasol varía. Puede ser con franjas en el principio del pétalo, como amarillo completo. |  |
| Helianthus annuus Giant Sungold        | Sol dorado gigante                |                                                                                               |  |
| Helianthus gracilentus                 | Girasol "Esbelto"                 |                                                                                               |  |
| Helianthus annuus Harlequin            | Girasol "Arlequin"                | varíable de amarillo completo/rosa/naranja/rojo hasta púrpura.                                |  |
| Helianthus annuus Incredible dwarf     | Girasol increíble, enano          | también varía                                                                                 |  |
| Helianthus annuus Indian Blanket       | Girasol "Manta india"             |                                                                                               |  |
| Helianthus annuus Lemon aura           |                                   |                                                                                               |  |
| Helianthus annuus Moulin Rouge         | Girasol "MOulin Rouge"            | Rojo oscuro                                                                                   |  |
| Helianthus multiflorus                 | Girasol "Multifloral"             | varía con pétalos rojos y amarillos                                                           |  |
| Helianthus annuus Music Box            | Girasol "cajita musical"          | Recibe este nombre porque puede ser de varios colores.                                        |  |
| Helianthus annuus Pastiche             |                                   |                                                                                               |  |
| Helianthus annuus Prado Red            | Girasol "Rojo prado               | por lo regular es completamente rojo                                                          |  |
| Helianthus radula                      | Girasol "Rígido"                  |                                                                                               |  |
| Helianthus annuus Red Sun              | Girasol "Sol rojo"                |                                                                                               |  |
| Helianthus annuus Ring of Fire         | Girasol "Círculo/Anillo de Fuego" | Un círculo en el centro rojo(véase la foto).                                                  |  |
| Helianthus annuus Ruby Eclipse         |                                   |                                                                                               |  |
| Helianthus annuus Ruby Moon            |                                   |                                                                                               |  |
| Helianthus annuus Ruby Sunset          |                                   |                                                                                               |  |
| Helianthus annuus Russian Giant Single | Girasol "Soltero ruso gigante"    |                                                                                               |  |
| Helianthus annuus Skyscraper           | Girasol "Rascacielos"             | varía                                                                                         |  |
| Helianthus smithii                     | Girasol Smith                     | varía                                                                                         |  |
| Helianthus annuus Sparky               |                                   |                                                                                               |  |
| Helianthus annuus Solar Eclipse        | Girasol "Eclipse Solar"           | Rojo oscuro                                                                                   |  |
| Helianthus annuus Soraya               | Girasol "Soraya"                  | Comúnmente es color oro pero muchas veces posee pétalos rojizos o amarillo anaranjado.        |  |
| Helianthus annuus Strawberry Blonde    | Girasol "Fresa Rubia"             | Amarillo y rojo claro                                                                         |  |
| Helianthus annuus Sunburst             | Girasol "Estallido solar"         |                                                                                               |  |
| Helianthus annus Sundance Kid          | Girasol "danza del niño solar"    |                                                                                               |  |
| Helianthus annuus Sunset               | Girasol "Puesta del Sol"          | Pétalos rojo/amarillo                                                                         |  |
| Helianthus annuus Taiyo                |                                   |                                                                                               |  |
| Helianthus annuus Teddy Bear           | Girasol "teddy bear"              |                                                                                               |  |
| Helianthus annuus Titonia red          |                                   |                                                                                               |  |
| Helianthus annuus Thriller Crimson     | Girasol "Thriller Crimson"        | varía también                                                                                 |  |
| Helianthus annuus Torch                |                                   |                                                                                               |  |
| Helianthus annuus Toyshop              | Girasol "Juguetería"              | crece en varios colores                                                                       |  |
| Helianthus annuus Valentine            | Girasol "San valentin"            | variable                                                                                      |  |
| Helianthus annuus Vanilla Ice          | Girasol "Helado de vainilla"      |                                                                                               |  |
| Helianthus annuus Velvet Queen         | Girasol "Reina de Terciopelo"     |                                                                                               |  |